# Furiki Wheels
Furiki Wheels è una serie d'animazione francese del 2018 creata da Frédéric Martin e prodotta dalla Gaumont Animation.
Viene trasmessa per la prima volta in contemporanea nel Regno Unito, in Italia ed in Germania su Disney XD il 28 maggio 2018 e in Francia il 2 luglio dello stesso anno su France 4. In Italia viene trasmesso in chiaro su K2 dal 9 marzo 2020.

## Trama
André, un bradipo scattante, abbandona la vita sugli alberi per conoscere il mondo; si iscriverà all'accademia per piloti professionisti.